# Olhos de Céu
"Olhos de Céu" é uma canção da cantora e compositora mineira Paula Fernandes, incluída em seu terceiro álbum ao vivo Amanhecer Ao Vivo (2016). A canção foi escolhida para ser lançada nas rádios como segundo single do álbum, foi lançada em 6 de setembro de 2016.

## Composição
A composição da canção é da própria Paula Fernandes, a canção sustenta o romantismo das canções que Paula sempre abordou em sua carreira.

## Apresentações ao vivo
A cantora apresentou a faixa no Programa do Porchat no dia 17 de outubro de 2016. Paula apresentou a canção no programa de entrevista Mariana Godoy Entrevista da entrevistadora de mesmo nome no dia 21 de outubro.

## Lista de faixas
- Download digital

1. "Olhos de Céu" - 4:25[5]

## Desempenho nas tabelas musicais
| Tabela musical (2016)                     | Melhor posição |
| ----------------------------------------- | -------------- |
| Brasil - Billboard Brasil Hot 100 Airplay | 88             |